# リーフみなとみらい
リーフみなとみらい (Leaf minatomirai) は、神奈川県横浜市西区みなとみらいにある複合ビル。

## 概要
伊藤忠商事、シティトラスト信託銀行（2006年営業廃止）などからなる特別目的会社「横浜デザインセンター」によって開発された地上12階（高さ約70m）・地下4階のビルで、2002年4月着工、2004年4月に開業した。地上階には商業テナントやオフィスなどが入り、地下は駐車場や東京電力の変電施設となっている。公有地活用（賃借）の開発型証券化事業スキームによって建設されており、商業ビルの開発手法としては国内初のケースである。
なお、横浜デザインセンターの解散後にはみずほ信託銀行、ヒューリック（旧シルクポート）が事業を継承している。2022年6月には、オーストラリアの不動産投資・開発会社 レンドリースとオランダの年金基金運用会社 PGGM が共同で設立した投資ファンド「レンドリース・イノベーション・リミテッド・パートナーシップ」の第一号物件として、当ビル（商業施設）が取得された。さらに2025年3月には、後述の半導体関連の研究開発拠点を開設するサムスン電子が当ビルをおよそ300億〜400億円で取得している。
2024年5月、テスラのショールームが1階にオープン。また、2023年12月にはサムスン電子が半導体の次世代パッケージ技術に関する研究開発拠点「アドバンスド・パッケージ・ラボ」を2024年度に開設・稼働することが発表されたが、2024年11月になってサムスンデバイスソリューションズ研究所の研究拠点「みなとみらいPackage」を当ビル内に開設し（2025年3月に前述のとおりサムスン電子が当ビルを取得）、2027年3月に事業開始（本稼働）予定である。

### 当ビルの立地
当ビルはみなとみらい地区の歩行者動線（都市軸）の一部でもあるグランモール公園沿い（西側、同地区の42街区北区画）に位置しており、隣接地にはオフィスビルのみなとみらいグランドセントラルタワーおよび横浜アイマークプレイス、また同公園を挟んで向かい側には横浜メディアタワーがある（後節の「#周辺施設」も参照）。

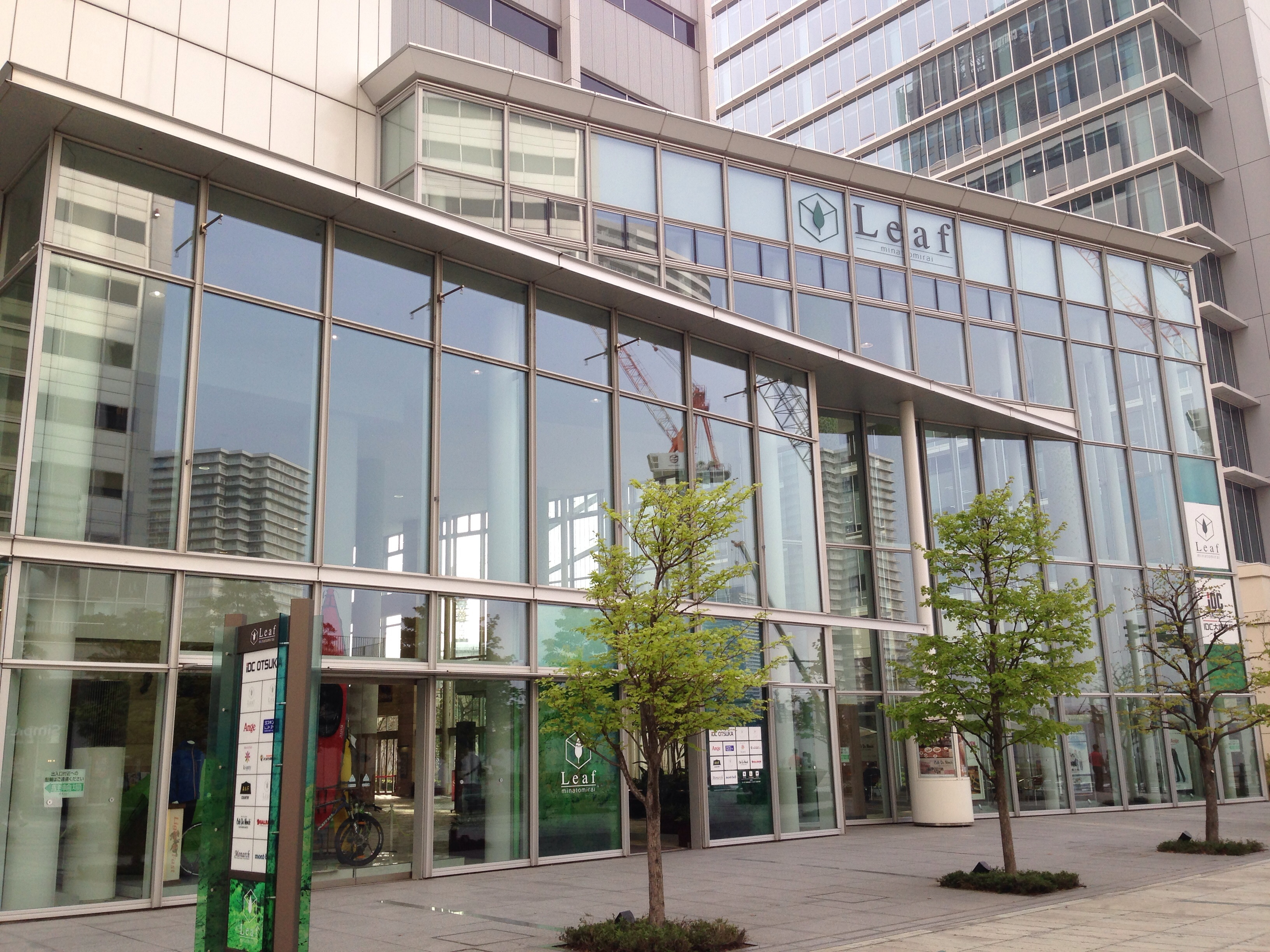
グランモール公園沿いの当ビル入り口付近、ガラス張りのアトリウム構造（リニューアル以前の2014年4月撮影）

### 施設の大規模リニューアル
2023年5月から2024年2月末にかけて、エレベーターの新設やフロア構成の変更を伴う大規模リニューアル工事が実施された。低層階の改装により、入り口付近にある1〜3階（吹き抜け）のアトリウム空間が生まれ変わっている。また、IDC大塚家具が撤退した高層階の4〜7階もオフィス用途に転換するため改装されている（このうち、5〜7階には前述のサムスン電子による研究開発拠点が開設されている）。
リーフ (Leaf) という名称に因んで、開業当初から葉をイメージしたロゴマークが掲げられていたが、このロゴについても新たなものに変更されている。

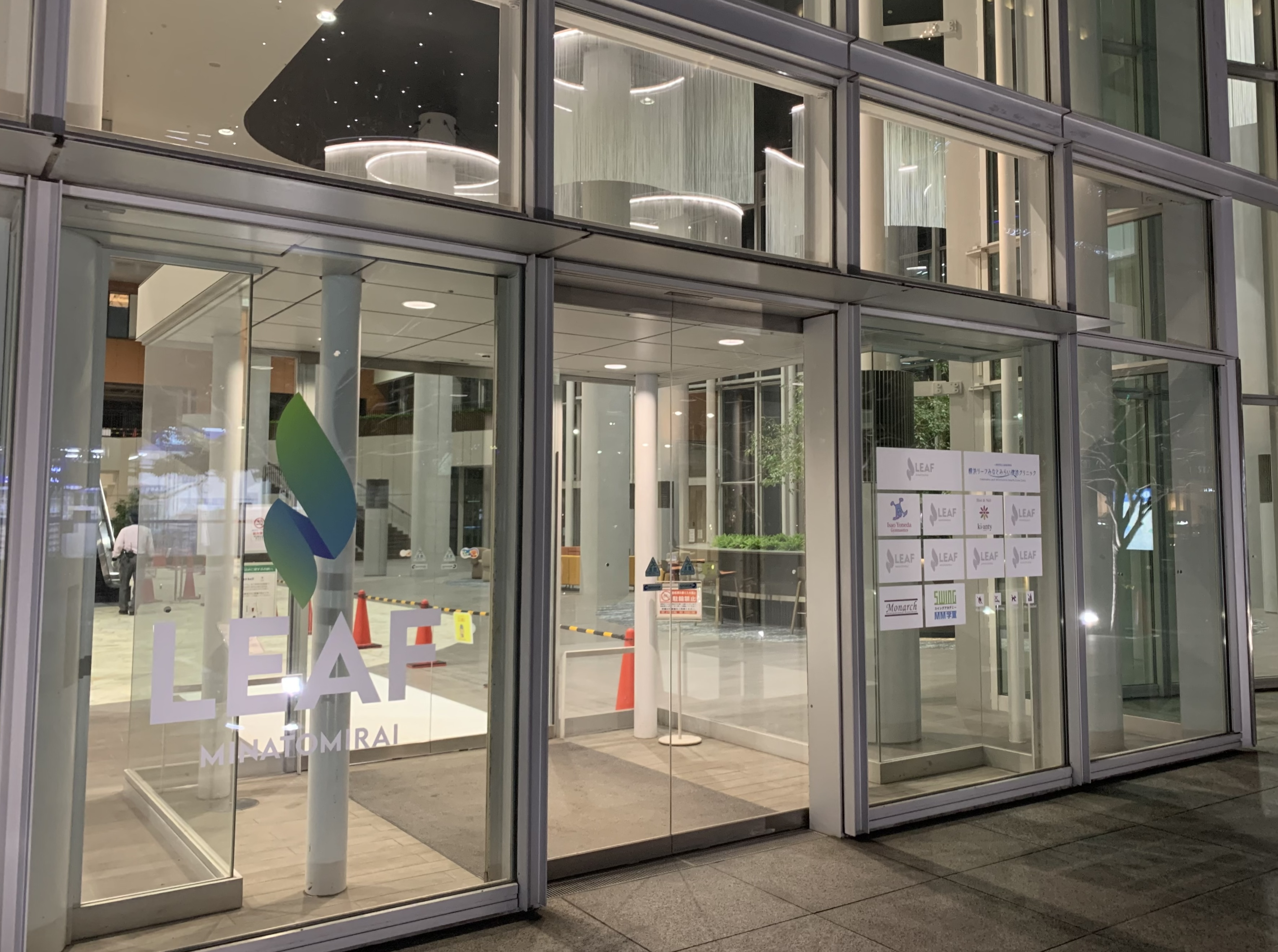
当ビル入り口付近、ロゴも変更されている（2024年2月撮影）
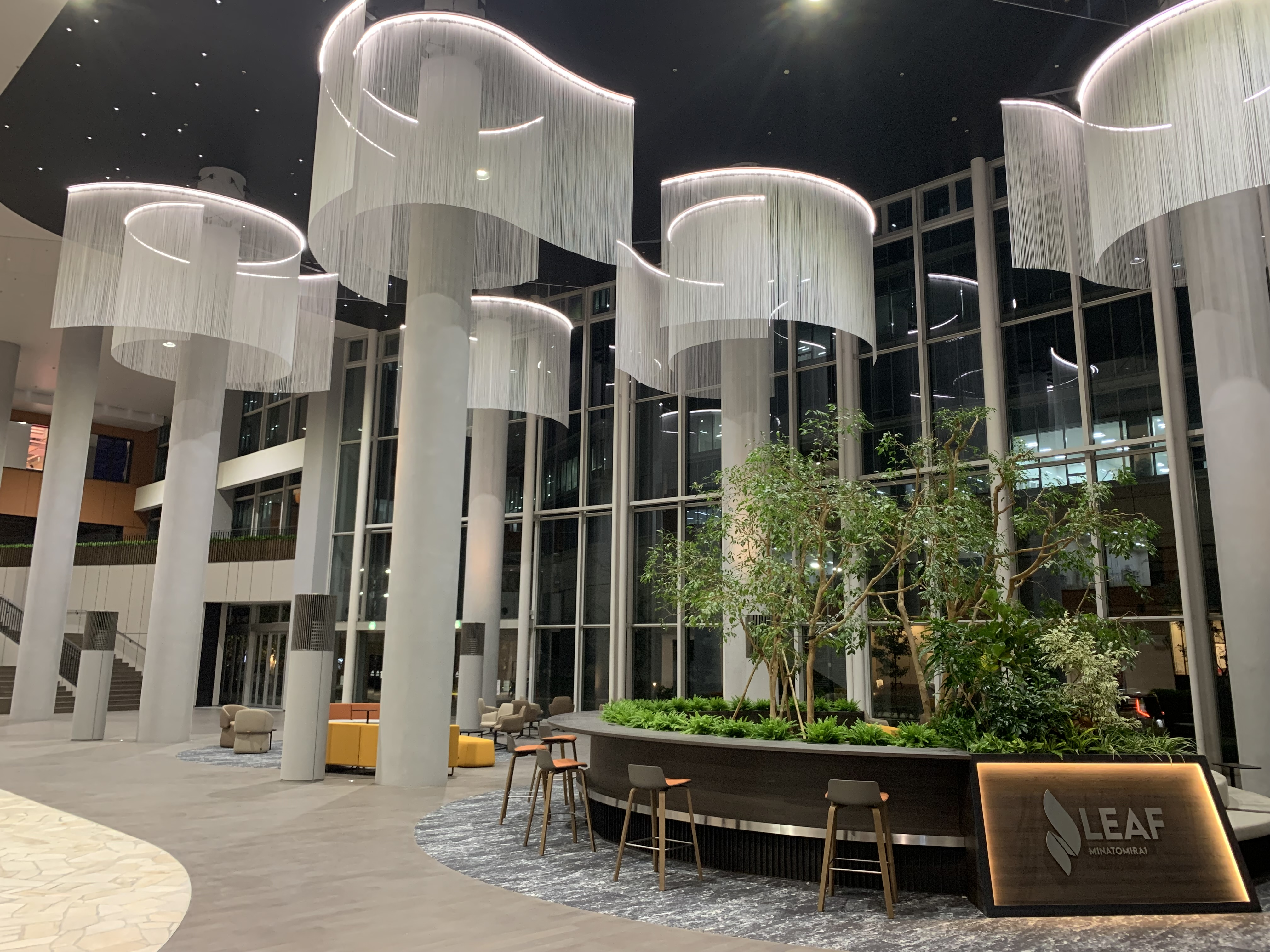
生まれ変わったアトリウム空間、休憩スペースも多めに設けられている（2024年2月撮影）

## テナント
低層階には商業テナントやスクール教室などが入り、高層階にはオフィス、クリニックなどが入っている。高層階ではサムスン電子が半導体関連の研究開発拠点を開設すると発表していたが、同社は2025年3月に前述のとおり当ビルを取得している。
商業ビルの色合いが強かったかつてはメインテナントとして4〜7階（当初：4〜12階）にIDC大塚家具の横浜みなとみらいショールーム（2023年2月閉店）が据えられていたほか、大型店舗として1・2階にモンベル（2023年5月閉店）が入っていた。また、当ビルの3階に「ボーネルンドあそびのせかい」（横浜みなとみらい店）も入っていたが、2013年6月に開業した周辺の商業施設「MARK IS みなとみらい」に移転している。

### オフィス・クリニック(4-12F)
- サムスン電子の研究開発拠点「みなとみらいPackage」（5-7F/2024年11月に開設[15][16][17]、2027年3月本稼働予定[18]） - 半導体の先端パッケージ技術に関する研究開発を行う[18]。
- トランスコスモス BPOセンター横浜第二（8-10F）[20]
- 富士通コミュニケーションサービス 横浜みなとみらいソリューションセンターANNEX（10F）[21]
- 横浜リーフみなとみらい健診クリニック（11・12F）[22]

### 低層部テナント(1-3F)
1F
- テスラみなとみらい（自動車ショールーム・直営販売店/2024年5月オープン）[13][14][23]

2F
- スイングアカデミー（個別指導塾）

3F
- モナークインターナショナルプリスクール (Monarch International Preschool)（英語保育施設）
- Hair&Nail ki-anty（ヘア&ネイルサロン）
- 米田功 体操クラブ (Isao Yoneda Gymnastics)

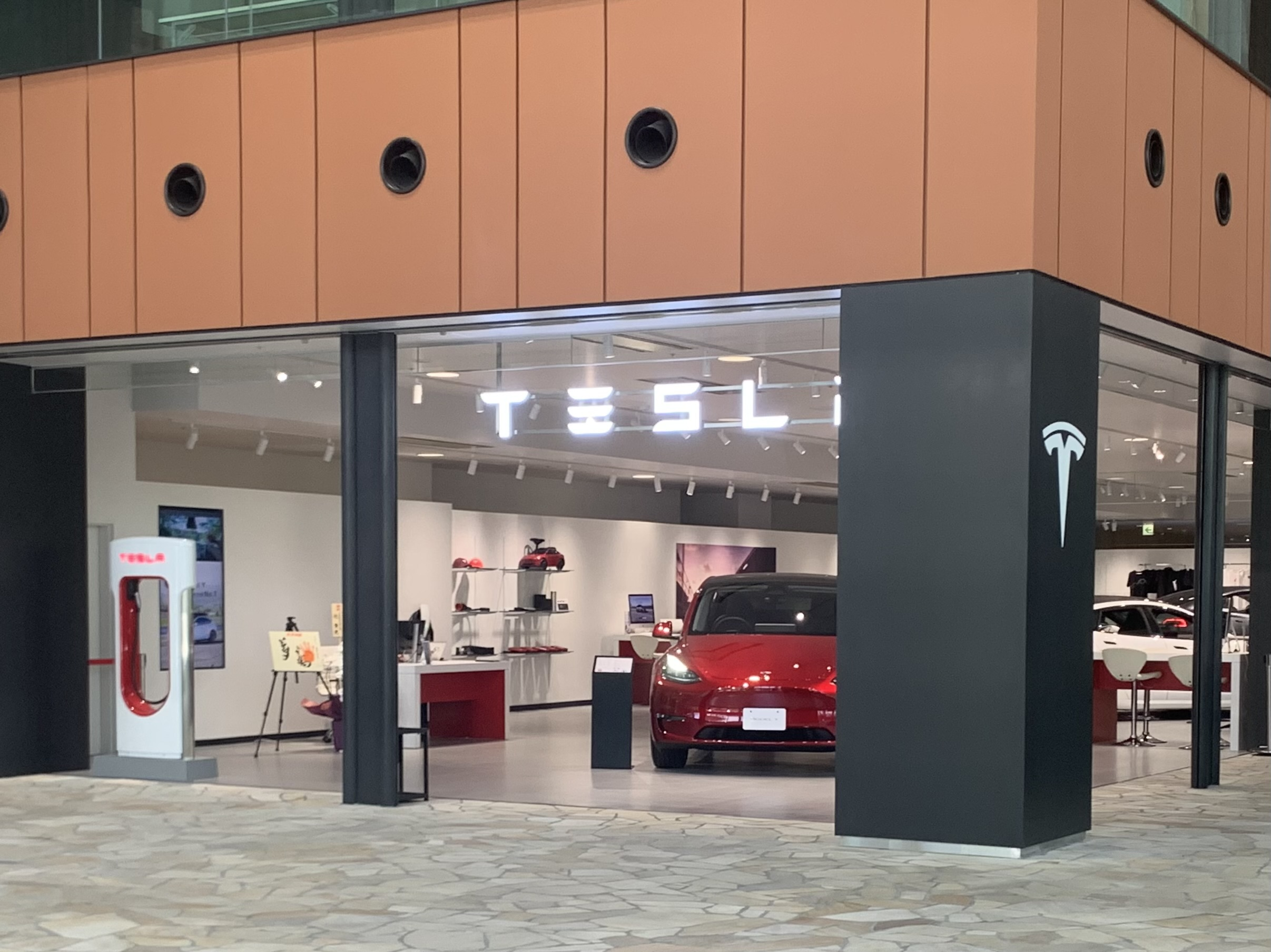
テスラみなとみらい（2024年5月撮影）

## イベント
- 過去には毎週木曜日に野菜や果物、様々な食べ物、手作り雑貨などが並ぶ「陽だまりマルシェ」を開催していた[24]。
- 2014年4月には開業10周年を迎えるため、「Leaf minatomirai 10th Anniversary Events」と題して様々なイベントを開催（第一弾：4月25日〜6月1日[25]/第二段：6月6日〜7月6日[26]）。さらに同イベントの開催期間中には1階アトリウムにて、IDC大塚家具とニューオーリンズの「カフェ・デュ・モンド」（当ビル2階に出店）が共同プロデュースする期間限定のカフェラウンジ (Leaf Café Lounge) も開設される[27][28]。

## 所在地・交通関連
所在地：横浜市西区みなとみらい4-6-5

### アクセス
- みなとみらい線「みなとみらい駅」（1番出口）より徒歩約3分
- みなとみらい線「新高島駅」（3番出口）より徒歩約3分
- 横浜駅東口（地下街横浜ポルタG階段出口）より徒歩約15分
- JR根岸線「桜木町駅」（動く歩道）よりグランモール公園を通り徒歩約13分

### 駐車場
リーフみなとみらい駐車場（地下に設置）
- 収容台数：209台
- 営業時間：9:30〜22:30
- 利用料金：30分250円（平日最大料金1200円）

## 周辺施設
以下はグランモール公園沿いにある主な周辺施設である。
- みなとみらいグランドセントラルタワー（オフィス・低層部店舗）
- 横浜アイマークプレイス（オフィス・低層部店舗）
- 横浜メディアタワー（電波塔・低層部店舗）
- みなとみらいミッドスクエア ザ・タワーレジデンス（集合住宅）
  - TSUTAYA横浜みなとみらい店
  - スターバックス（TSUTAYA併設）
- MARK IS みなとみらい（大型商業施設）
- 横浜美術館

## ギャラリー
IDC大塚家具時代やリニューアル以前の画像

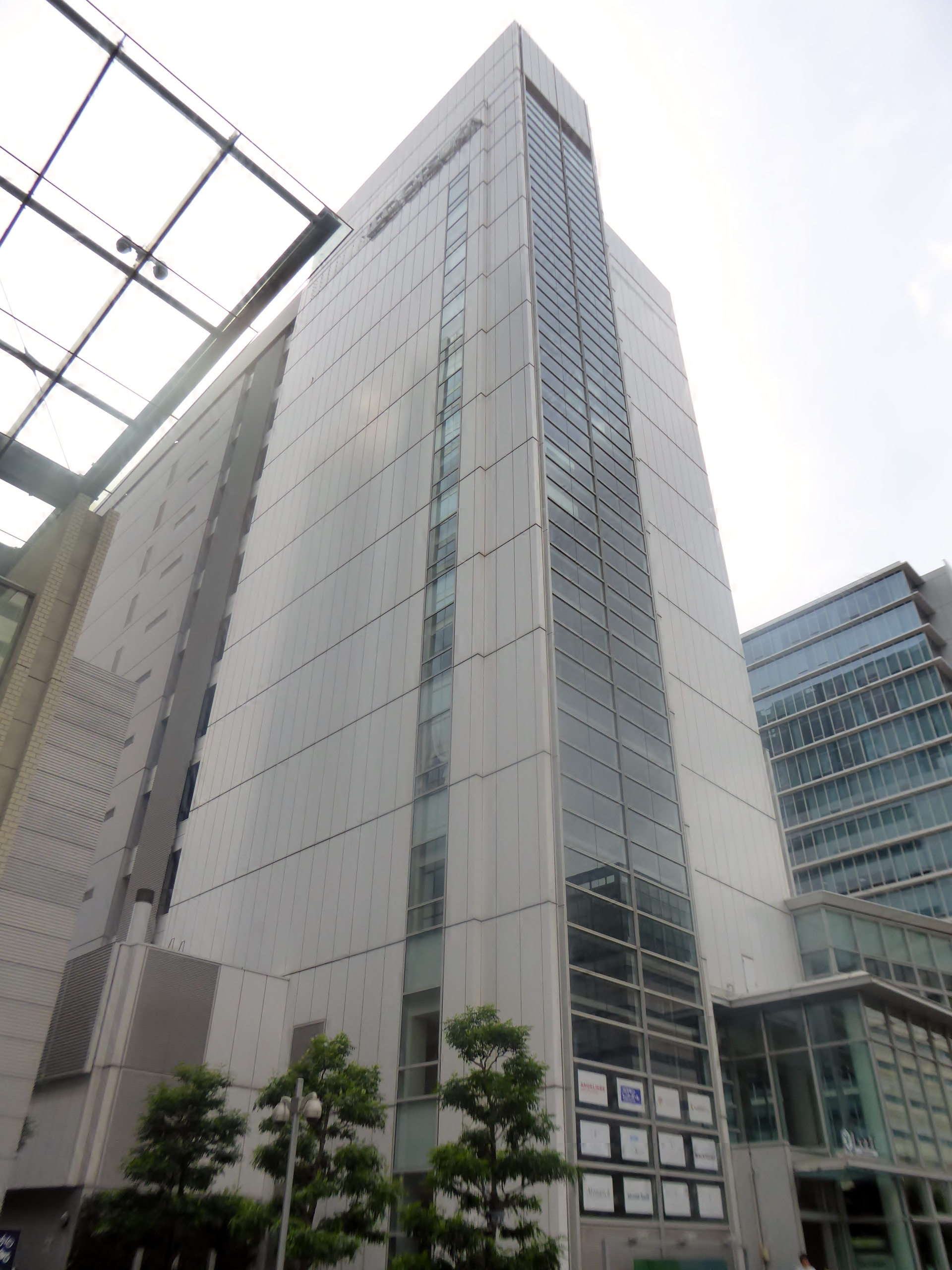
南側の外観（2016年6月12日）
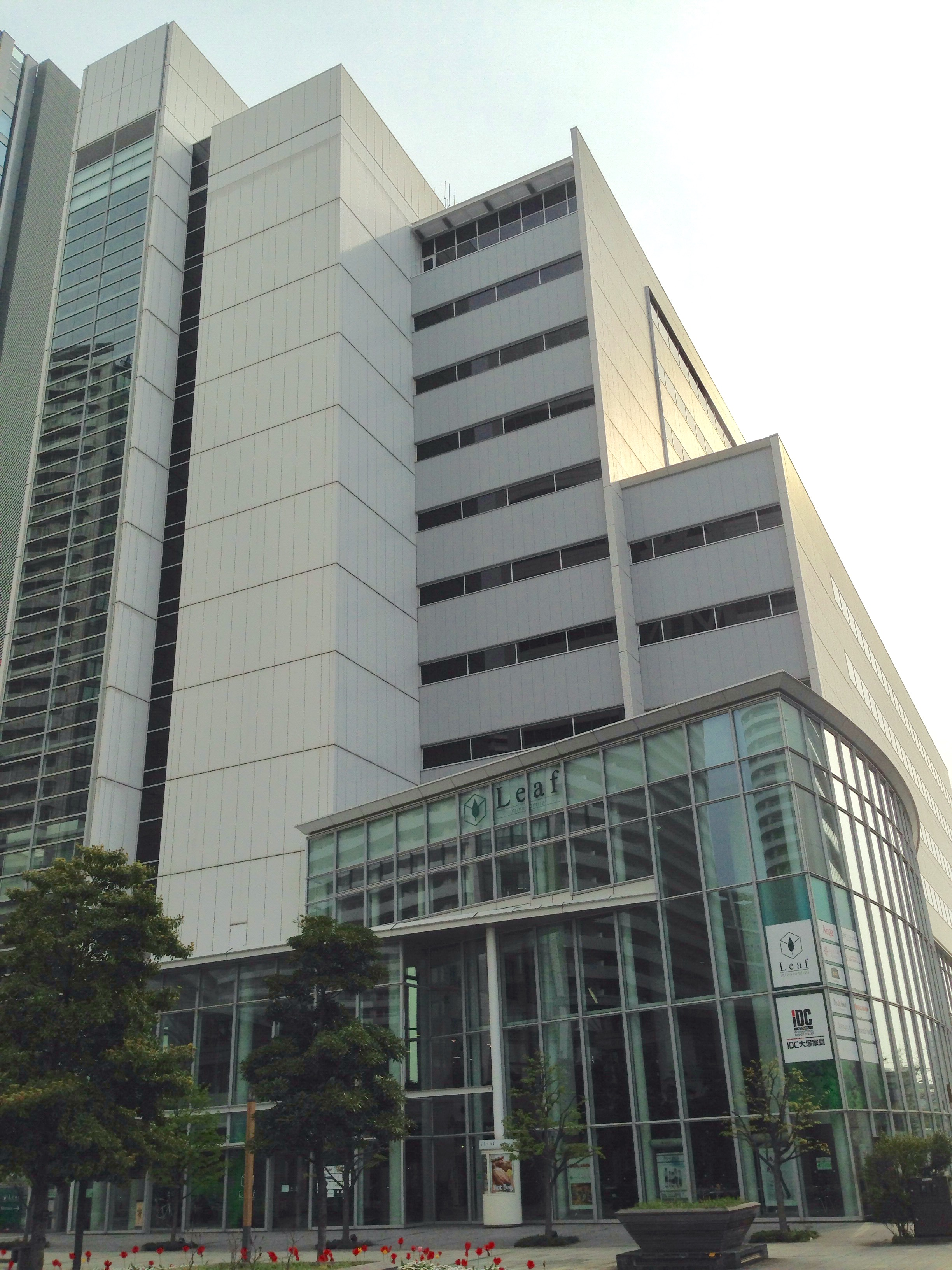
東側の外観（2014年4月20日）
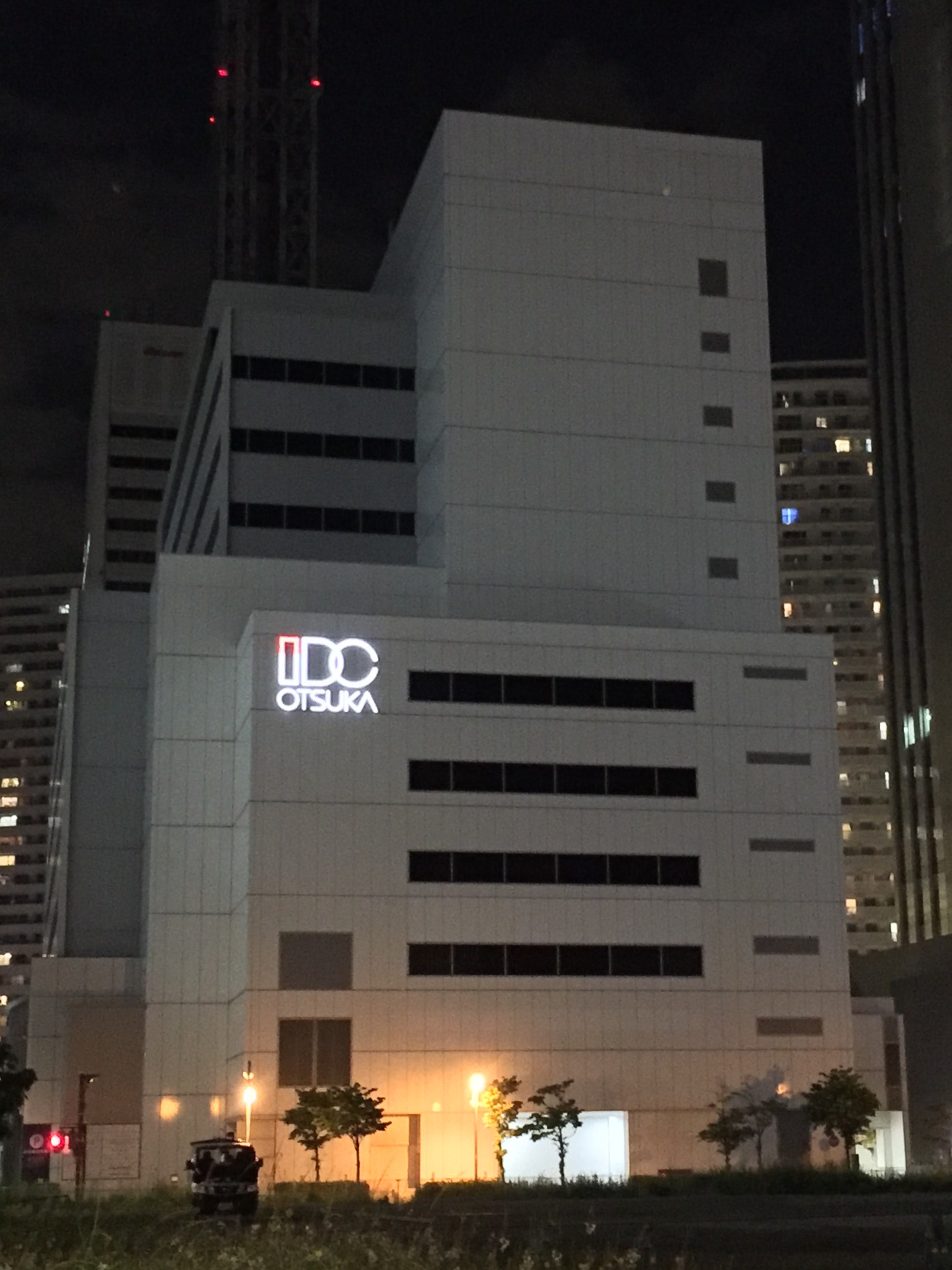
西側の外観（夜間の様子） （2017年5月26日）
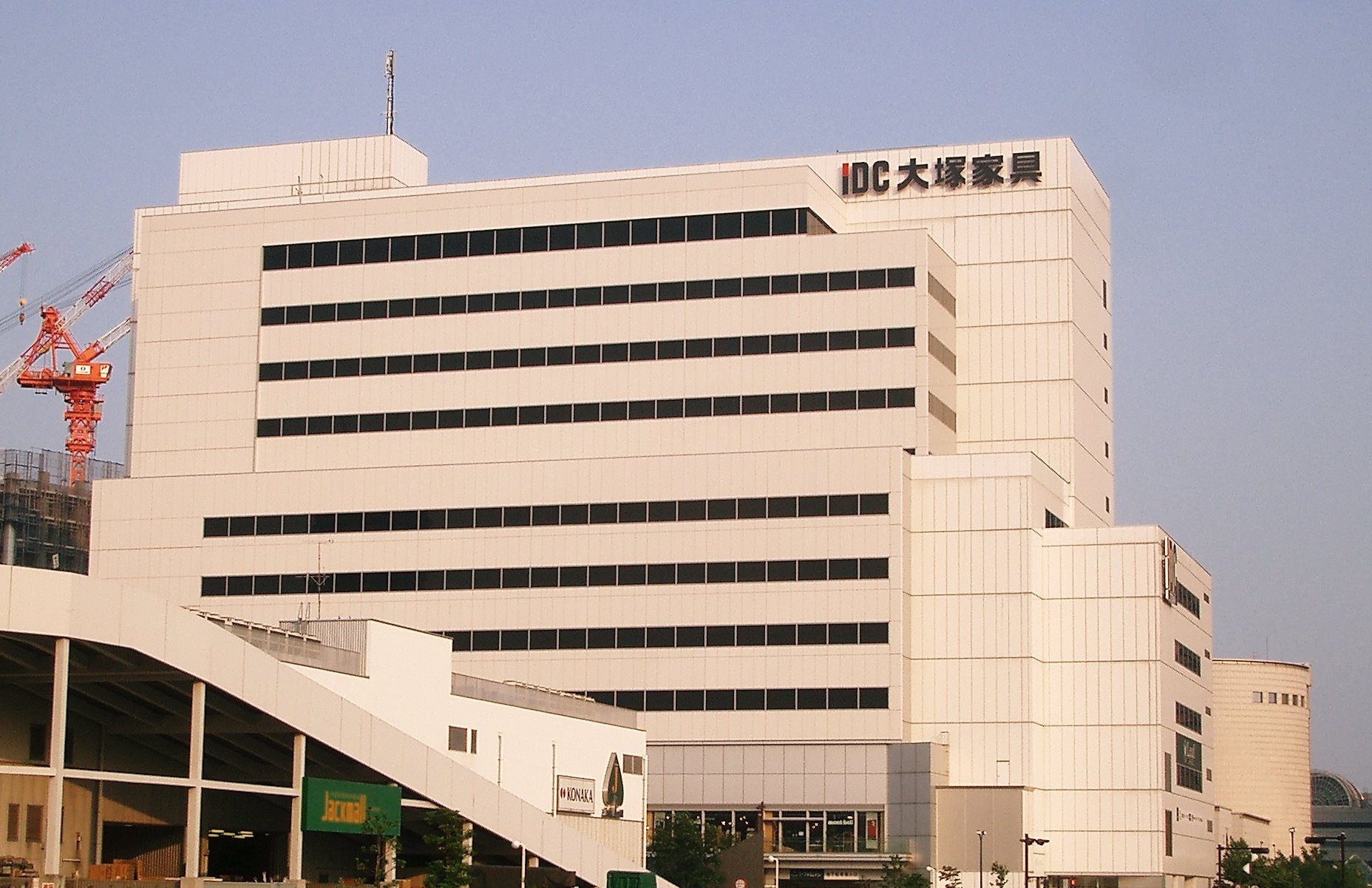
北側の外観（2006年8月5日） ※上部にはIDC大塚家具の旧ロゴ
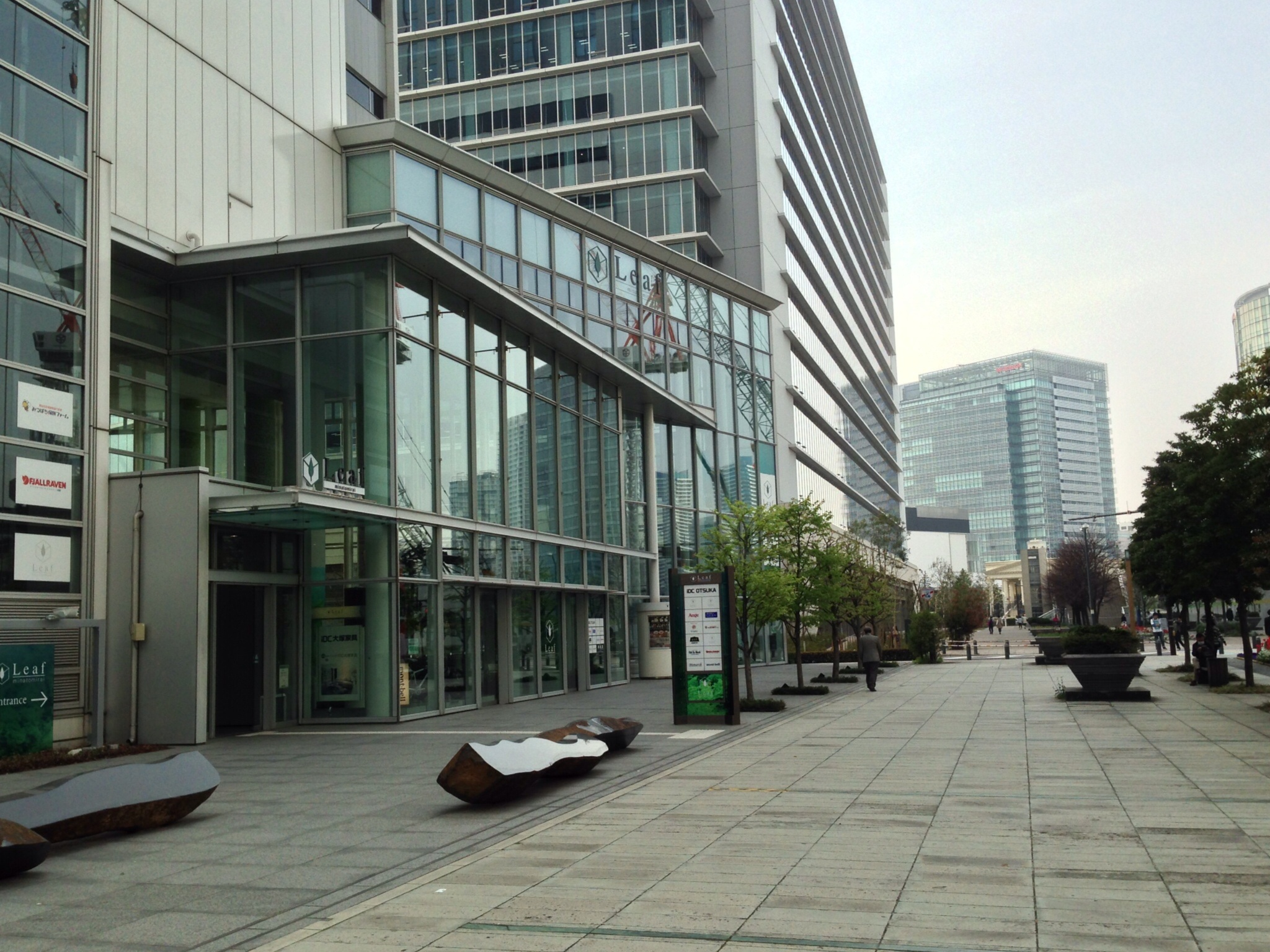
グランモール公園の脇に当ビルのアトリウムが見える（2014年4月20日）
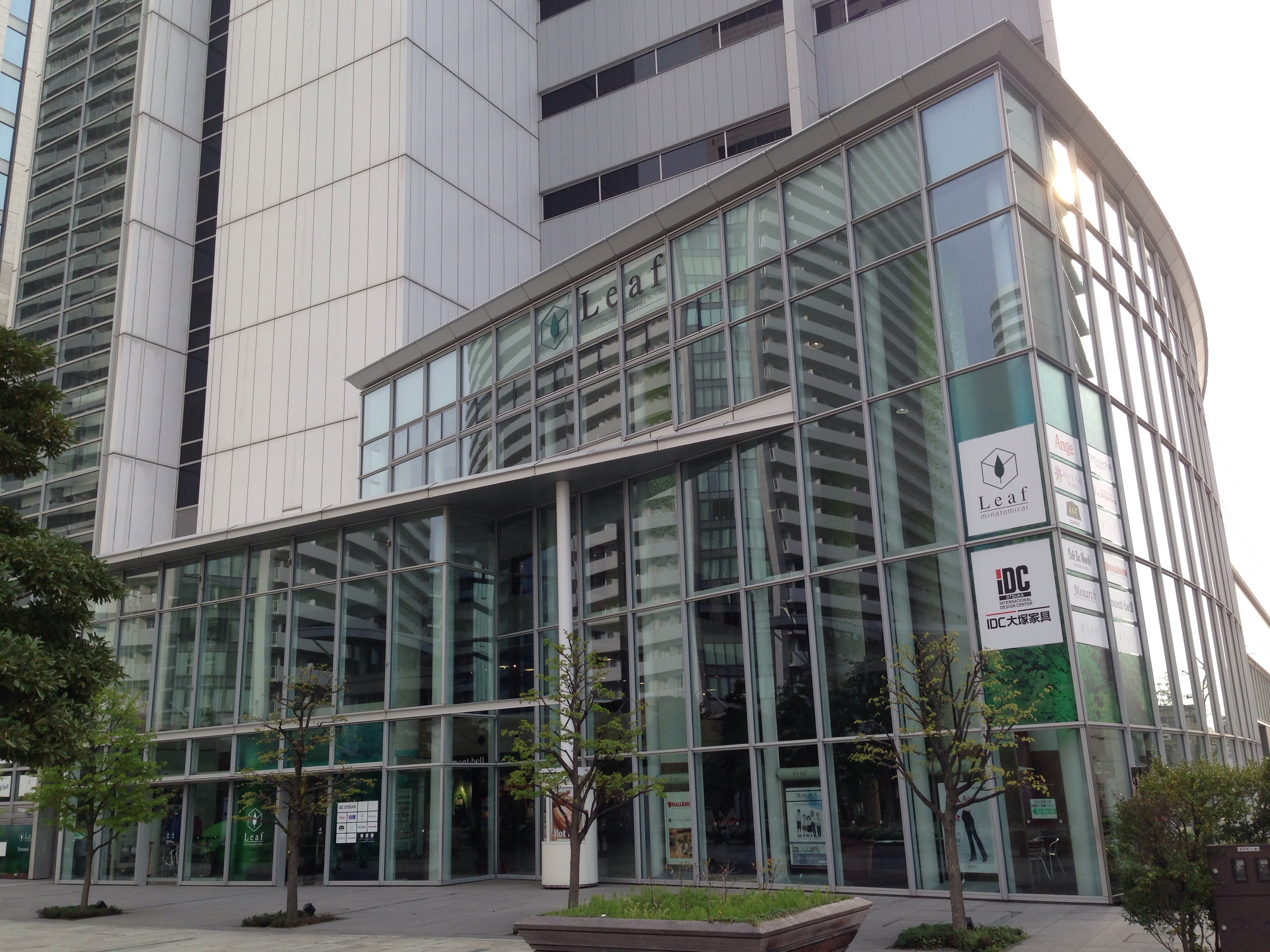
アトリウムを北東側より撮影（2014年4月20日）